# Diane Schuur
Diane Schuur (Tacoma, 10 dicembre 1953) è una cantante e pianista statunitense.

## Biografia
Come Stevie Wonder, Diane Schuur è cieca dalla nascita a causa di una retinopatia del prematuro. Cresciuta alla periferia di Seattle, fu incoraggiata a cantare dai suoi genitori. Soprannominata “Deedles”, da bambina le sue cantanti preferite erano Sarah Vaughan e Dinah Washington.
Si esibisce per la prima volta a dieci anni all'Holiday Inn di Tacoma cantando musica country. Frequenta la scuola statale per ciechi dello Stato di Washington. La sua carriera ha avuto una svolta nel 1979 quando Stan Getz la sente cantare Amazing Grace al Monterey Jazz Festival, ove Schuur ritornerà nel 1988 e nel 1991.
Nel 1982 Getz le chiede di unirsi a lui per esibirsi alla Casa Bianca. Nancy Reagan la inviterà in seguito a esibirsi ancora assieme alla Count Basie Orchestra nel 1987. Stan Getz suonò nei suoi primi tre album Deedles (1984), Schuur Thing (1985) e Timeless (1988).
Nel 1985, durante il suo tour in Estremo Oriente, si esibisce assieme a B. B. King durante il festival di Tokio. I due realizzano poi l'album Heart to Heart che, pubblicato nel maggio del 1994, raggiunge la vetta della classifica di Billboard.
Dodici fra gli album di Diane Schuur hanno raggiunto la ‘'Top 10 Jazz Album'’ di Billboard, compreso Diane Schuur: Live in London del 2006.

## Premi e riconoscimenti
Diane Schuur ha vinto due Grammy Award come miglior voce jazz femminile nel 1986 e nel 1987.
| Anno | Categoria                            | Titolo                                     | Genere | Etichetta | Risultato  |
| ---- | ------------------------------------ | ------------------------------------------ | ------ | --------- | ---------- |
| 1993 | Traditional Pop Performance          | Love Songs                                 | Pop    | GRP       | Candidata  |
| 1991 | Traditional Pop Performance          | Pure Schuur                                | Pop    | GRP       | Candidata  |
| 1989 | Best Jazz Vocal Performance - Female | The Christmas Song                         | Jazz   | GRP       | Candidata  |
| 1987 | Best Jazz Vocal Performance - Female | Diane Schuur and the Count Basie Orchestra | Jazz   | GRP       | Vincitrice |
| 1986 | Best Jazz Vocal Performance - Female | Timeless                                   | Jazz   | GRP       | Vincitrice |

## Discografia parziale
| Anno | Titolo                                   | Genere      | Etichetta        |
| ---- | ---------------------------------------- | ----------- | ---------------- |
| 2011 | The Gathering                            | Jazz        | Vanguard Records |
| 2008 | Some Other Time                          | Jazz        | Concord          |
| 2006 | Diane Schuur: Live in London             | Jazz        | GR2 Classics     |
| 2005 | Schuur Fire                              | Jazz        | Concord          |
| 2003 | Midnight                                 | Jazz, Pop   | Concord          |
| 2001 | Swingin' for Schuur con Maynard Ferguson | Jazz        | Concord          |
| 2000 | Friends for Schuur                       | Jazz        | Concord          |
| 1999 | Music Is My Life                         | Jazz        | Atlantic / Wea   |
| 1997 | The Best of Diane Schuur                 | Jazz        | GRP              |
| 1997 | Blues for Schuur                         | Blues, Jazz | GRP              |
| 1996 | Love Walked In                           | Jazz        | GRP              |
| 1994 | Heart to Heart con B. B. King            | Jazz        | GRP              |
| 1993 | Love Songs                               | Jazz        | GRP              |
| 1992 | In Tribute                               | Jazz        | GRP              |
| 1991 | Pure Schuur                              | Jazz        | GRP              |
| 1989 | Diane Schuur Collection                  | Jazz        | GRP              |
| 1988 | A GRP Christmas Collection               | Gospel      | GRP              |
| 1988 | Talkin' 'bout You                        | Jazz        | GRP              |
| 1987 | Diane Schuur & the Count Basie Orchestra | Jazz        | GRP              |
| 1986 | Timeless                                 | Jazz        | GRP              |
| 1985 | Schuur Thing                             | Jazz        | GRP              |
| 1984 | Deedles                                  | Jazz        | Digital Master   |